# Jardin des plantes de Rouen
Le jardin des plantes de Rouen est un jardin botanique ouvert au public, situé sur la rive gauche de la Seine à Rouen, accessible depuis la place et l'avenue des Martyrs-de-la-Résistance, la rue Dufay et la rue de Trianon.
Le jardin compte 5 600 espèces de végétaux et s'étend sur huit hectares et demi dont huit ouverts au public. Sa collection de fuchsias compte 991 espèces et variétés ; elle a obtenu le label « Collection nationale » du Conservatoire des collections végétales spécialisées. Néanmoins, elle est condamnée à disparaître à cause d'un acarien, l'aculops fuschiae, aussi appelé galle du fuschia.

## Attractions du jardin

### La perspective
Une grande perspective s'étend de la Grande Serre à la place des Martyrs-de-la-Résistance.
Sur l'un des côtés, on peut y voir une mosaïculture représentant un papillon. S'y trouvent aussi un Parrotia persica et un Gingko biloba plantés dans les années 1840.

### Le pavillon
Le pavillon est un bâtiment de la fin du XVIIe siècle édifié par Louis de Carel. Il est utilisé aujourd'hui pour des expositions temporaires.

### L'orangerie
L'orangerie est un bâtiment construit en 1895-1896. Elle est utilisée pour des expositions temporaires.

### La roseraie
D'une superficie de 670 m2, la roseraie a pour but d'étudier et de présenter au public les différentes sous-espèces de roses. On y trouve notamment des roses créées par des rosiéristes normands.

### Les serres
La serre centrale (1839-1842) au bout de la perspective fait l’objet d’une inscription au titre des monuments historiques depuis le 15 janvier 1975. 
Elle a été restaurée en 1999.
On trouve dans la partie ouest les serres tropicales (1936-1938), et les sept serres (1883-1884) dont la serre palmarium.
Les serres tropicales et les sept serres ont été entièrement reconstruites en 2020. L'une d'entre elles propose même des ateliers pour les enfants.

### Le pressoir
Un pressoir du XVIIIe siècle provenant de Tourville-sur-Pont-Audemer y a été reconstruit en 1996. Il est dédié au rouennais Charles-Victor Langlois (1863-1929), directeur des Archives de France.

### Les collections
roses, dahlias, fuchsias (plus de 1000 taxons), rhododendrons, iris et hémérocalles, plantes médicinales, plantes aromatiques…

### Les volières
Il est possible d'y observer perruches, perroquets, cailles de Chine, faisans dorés…

### Statuaire

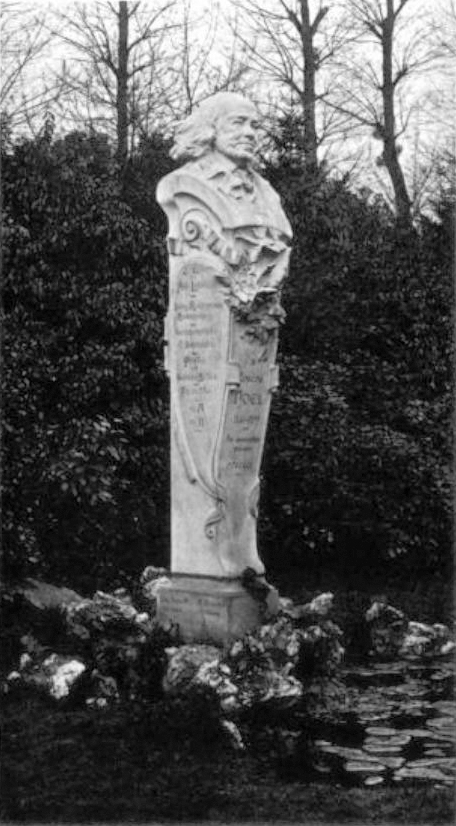
Buste d'Eugène Noël.

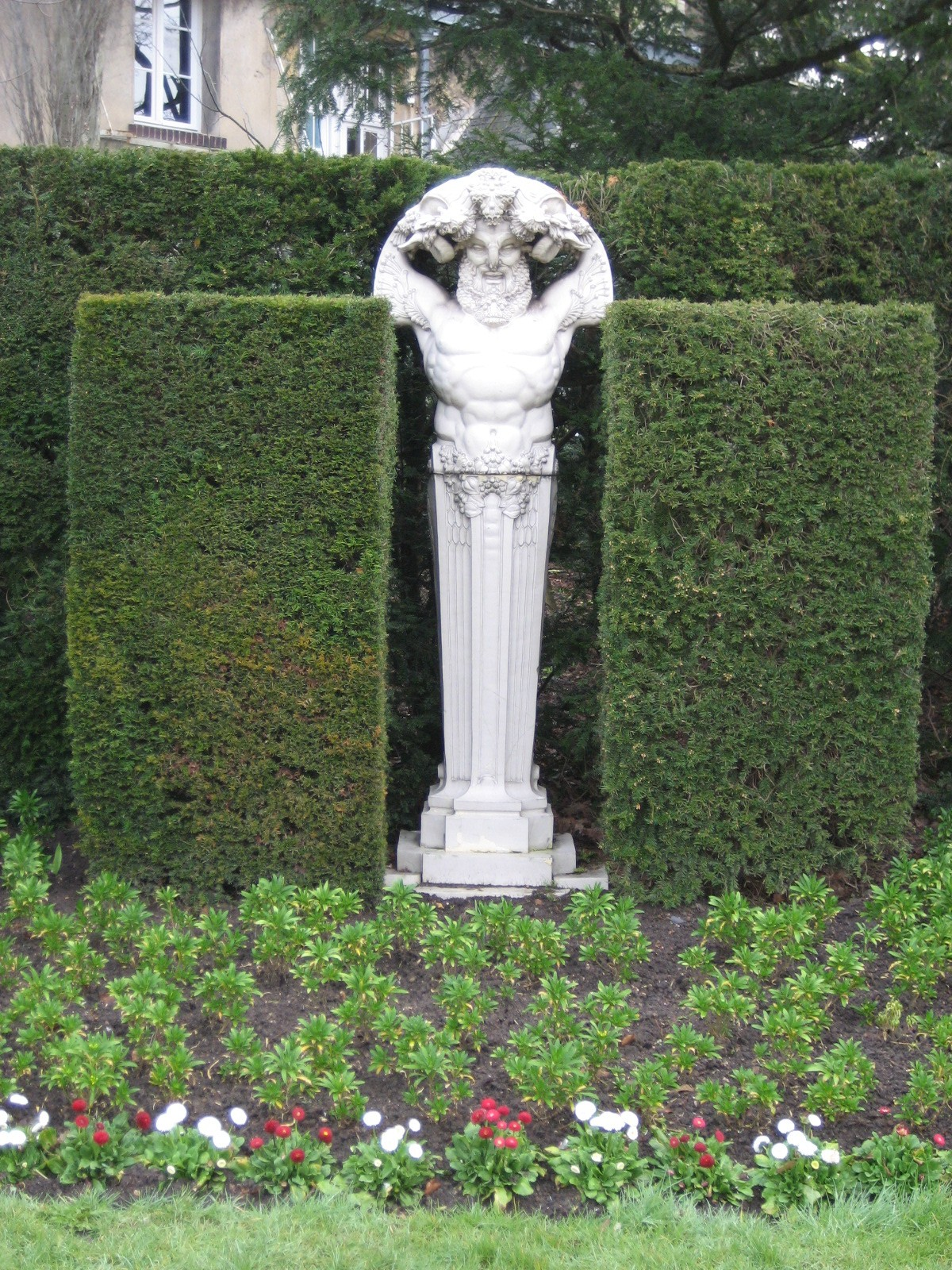
Statue de Pan (retirée et placée au musée de la céramique de Rouen).

- Buste en pierre d'Eugène Noël réalisé par Alphonse Guilloux (1905)[5]
- Pierre runique décorée d'une composition due à Gerhard Munthe offerte par la Norvège lors des fêtes du millénaire normand en juin 1911[6]
- Statue en bronze Migrations de Georges Schneider (1970)
- Stèle funéraire provenant de l'ancien cimetière qui se trouvait rue de Trianon
- Vase en fonte de la fonderie Calla
- Vase de Sèvres

### Jeux et restauration
Manège et aires de jeux pour les enfants. Kiosque à musique de style Art déco.
Un bassin où le modélisme naval y trouve une surface de test et de plaisir.
En haute saison, il est possible de s'y restaurer. Une « cabane » se trouvant à proximité des jeux pour enfants et du grand kiosque propose une multitude de snacks : paninis, frites, hamburgers ; des bonbons et des glaces peuvent y être également achetés.

## Histoire
- 1691 : Louis de Carel (1657-1717), président de la Cour des aides, acquiert un terrain de la forêt du Rouvray. Il le fait entourer de murs, dessine un jardin et y fait construire le pavillon double actuel.

- 1719 : Le banquier écossais John Law le rachète.

- 1741 : Après avoir appartenu à divers membres de la bourgeoisie locale, madame Marie Planterose en devient propriétaire, d'où l'appellation « Jardin de Madame Planterose », jusqu'à la Révolution[7]. Le jardin est ouvert au public. Aujourd'hui, seul le monogramme « P.M. », qui orne la grille principale du jardin des plantes, rappelle le nom de l'ancienne propriétaire[7].

- 1801 : Le jardin est racheté par le limonadier François Thillard, qui organise de splendides fêtes publiques[7],[8], et devient le jardin du Trianon, dont le souvenir se perpétue avec la rue de Trianon.

- 1803 : Jean-Pierre Blanchard y fait sa 54e ascension en ballon (la 4e qu'il fit à Rouen).

- 1806 : Sophie Blanchard y fait une ascension seule en montgolfière. Une plaque commémorative sur l'orangerie lui rend hommage[9].

- 1811 : La danseuse de corde Madame Saqui vient y présenter son spectacle sous un feu d'artifice tiré par Ruggieri[10]. Napoléon fait acheter le domaine pour le général Rampon[7] et y établir la Sénatorerie de la Seine-Inférieure[11].

- 1814 : Il est racheté par la Chambre des pairs pour être affecté à des fêtes publiques.

- 1817 : Élisa Garnerin se livre à partir d'un ballon à une descente en parachute sur le jardin des plantes. Une plaque commémorative lui rend hommage[9].

- 1820 : L'horticulteur anglais Alfred Crace Calvert[Note 1], locataire du domaine, y établit des serres et y cultive des dahlias et des geraniums[12].

- 1832 (le 13 décembre[7]) : La ville de Rouen achète le domaine de Trianon pour y transférer son jardin botanique.
- 1835 : Alfred Crace Calvert quitte les lieux[13]. Les plans du jardin dessinés par Désiré Lejeune sont approuvés.

- 1838 : Transfert des plantes du cours Dauphin au domaine de Trianon[14].
- 1839-1842 : Construction de la serre centrale.

- 1840 : L'ancien jardin du domaine de Trianon a été entièrement redessiné[7], le parc est ouvert au public et prend le nom de Jardin des Plantes. Le jardin se fait aussi appeler Jardin de la Mare du Parc[7],[15],[Note 2]. Initialement, le Jardin des Plantes était un jardin botanique dans lequel se réunissaient à partir de 1735 les premiers membres de l'Académie des sciences, belles-lettres et arts de Rouen. Il fut situé d'abord faubourg Bouvreuil puis, en 1756, à l'entrée du cours Dauphin avant d'être transféré à l'emplacement actuel[16].

- 1867 : Emmanuel Blanche (1824-1908), médecin des hôpitaux de Rouen, est nommé directeur du jardin des plantes [17],[18].

- 1883-1884 : Construction des sept serres dont la serre palmarium, inaugurées en 1885.

- 1891-1894 : Agrandissement du jardin.

- 1895-1896 : Construction de l'orangerie.

- 1931 : Création de l'école municipale d'horticulture.

- 1936 : Madame Le Prévost de la Moissonnière offre les trois nouvelles serres tropicales qui étaient à Canteleu[19],[20] ainsi que la collection d'orchidées de Eugène Boullet.

- 1940 : Le 9 juin, le maire Georges Métayer occupe l'orangerie[21].

- 1970 : L'école municipale d'horticulture est fermée à la suite des modifications du programme du brevet d'apprentissage et du brevet professionnel horticole[22].

- 2004 : Le jardin est agréé par l'association des Jardins botaniques de France et des pays francophones.